# Antoni Malczyk
Antoni Malczyk (ur. 31 marca 1902 w Krakowie, zm. 19 grudnia 1972 tamże) – polski piłkarz, bramkarz.
Rozegrał jeden mecz w reprezentacji Polski. 1 listopada 1925 Polska przegrała 2:6 ze Szwecją w meczu towarzyskim. Był wówczas zawodnikiem Cracovii.